# Disseleneto de difenila
Disseleneto de difenila é o composto orgânico com fórmula (C6H5)2Se2, abreviada Ph2Se2 (do inglês phenyl).  Este sólido alaranjado é o derivado oxidativo do benzenosselenol. É usado como fonte da unidade PhSe em síntese orgânica.
Ph2Se2 é preparado pela oxidação de benzenosselenoato, a base conjugada do benzenosselenol a qual é gerada via o reagente de Grignard:
PhMgBr +  Se  →  PhSeMgBr
2 PhSeMgBr  +  Br2  →  Ph2Se2  +  2 MgBr2
A molécula tem simetria idealizada C2, como peróxido de hidrogênio e moléculas relacionadas. O comprimento da ligação Se-Se é de 2,29 Å e o ângulo diédrico C-Se-Se-C é de 82° e os ângulos C-Se-Se são próximos de 110°.

## Reações
Uma das reações características do Ph2Se2 é sua redução:
Ph2Se2  +  2 Na  →  2 PhSeNa
N-Fenilselenoftalimida (N-PSP) pode ser usada se PhSeCl é muito forte e disseleneto de difenila é muito fraco ou dispendioso.

## Segurança
Compostos organosselênio são tóxicos.